# Chevsurer

Chevsurien i dagens Georgien

Chevsurer (georgiska: ხევსურეთი, samt ryska: Хевсурети: Chevsureti, är en georgisk folkgrupp. Chevsurerna lever högt uppe i Kaukasusbergen i nordöstra Georgien i en historisk region Chevsurien uppkallad efter dem. Chevsurien låg i dagens distrikt Dusjeti i regonen Mtscheta-Mtianeti.
Chevsurerna är i grunden ortodoxt kristna, men i deras tro finns också inslag av hedendom samt vissa muslimska drag, det är alltså fråga om en slags synkretism. De anses vara intressanta av etnografer. Deras folkdräkter är rikt ornamenterade med olika mönster. Enligt inte så trovärdiga legender skulle chevsurerna härstamma från västliga korsriddare som ska ha kommit till Georgien under medeltiden.